# Laboratório de Propulsão a Jato
Laboratório de Propulsão a Jato (português brasileiro) ou Jacto (português europeu) (em inglês:  Jet Propulsion Laboratory - JPL) é um centro tecnológico de pesquisa norte-americano, responsável pelo desenvolvimento e manuseamento de sondas espaciais não tripuladas para a National Aeronautics and Space Administration (NASA). Está localizada em La Cañada Flintridge, próximo de Pasadena, no estado da Califórnia.
O laboratório é um centro tecnológico da NASA gerenciado pelo governo e conduzido pela iniciativa privada representada pelo Instituto de Tecnologia da Califórnia (Caltech). É responsável pela operação de vários projetos, como a missão Galileo para Júpiter e dos veículos geológicos para Marte, como Mars Pathfinder de 1997 e os dois veículos gêmeos Mars Exploration Rovers em 2003. Até este momento, o laboratório enviou sondas para todos os planetas do Sistema Solar exceto Plutão.
O laboratório também pesquisou a Terra com diversas outras sondas. Também gerencia o conjunto de antenas da "Rede de Espaço Profundo" denominado Deep Space Network, com antenas no Deserto de Mojave na Califórnia, na Espanha próximo de Madrid e na Austrália próximo a Canberra.

## História
A fundação do "Laboratório de Propulsão a Jato" vem dos anos 1930, quando um professor do Instituto de Tecnologia da Califórnia chamado Theodore von Kármán fez alguns experimentos com o lançamento de foguetes. Posteriormente, o cientista Jack Parsons se juntou a ele. Alguns aficionados por foguetes denominaram o local, então, como Jack Parsons Lab.
Durante a Segunda Guerra Mundial, a Força Aérea dos Estados Unidos solicitou ajuda ao Jet Propulsion Laboratory para analisar os foguetes V2 desenvolvidos pela Alemanha nazista, bem como em outros projetos para uso militar.
No ano de 1958, o laboratório foi transferido para a guarda da nova instituição denominada de "National Aeronautics and Space Administration" (NASA), e o centro iniciou o desenvolvimento de sondas robóticas para a exploração espacial.
O nome "Jet Propulsion Laboratory" foi mantido apesar de o laboratório não mais efetuar pesquisas sobre a propulsão de jatos e foguetes.

## Missões doJet Propulsion Laboratory
Abaixo está uma listagem em ordem cronológica de lançamento ou de entrada em operação de sondas totalmente ou em parte gerenciadas pelo laboratório, além de equipamentos que fazem parte de outras sondas não gerenciadas pelo mesmo.
- Programa Explorer
- Programa Ranger
- Programa Surveyor
- Programa Mariner
- Pioneer 3 & 4
- Programa Viking
- Programa Voyager
- Sonda Magellan
- Sonda Galileo
- Wide Field and Planetary Camera 2
- Deep Space 1 & 2
- Mars Global Surveyor
- Mars Climate Orbiter
- Cassini–Huygens
- Stardust
- Mars Odyssey
- Mars Pathfinder
- Mars Exploration Rovers
- Spitzer Space Telescope
- Mars Reconnaissance Orbiter
- Gravity Recovery and Climate Experiment (GRACE)
- CloudSat
- Sonda Phoenix
- Ocean Surface Topography Mission (OSTM/Jason-2)
- Orbiting Carbon Observatory
- Mars Science Laboratory
- Wide-field Infrared Survey Explorer
- Shuttle Radar Topography Mission